# Laïs (médecin)
Laïs (née au Ier siècle av. J.-C. ou au IIe siècle av. J.-C.) est une médecin et une sage-femme de la Grèce antique, connue pour ses désaccords avec Elephantis, et le scepticisme de Pline sur l'efficacité de sa médecine.
À travers ses écrits, Pline rapporte les désaccord entre Laïs et Elephantis sur la fertilité, les menstruations, les substances abortives, et l'utilisation de plusieurs plantes médicinales, dont le myrte et la racine de chou. Pline décrit également son traitement de la rage et la fièvre, qui implique l'emploi d'un bracelet en argent contenant de la laine de mouton noir.